# Remei Morlius i Balanzó

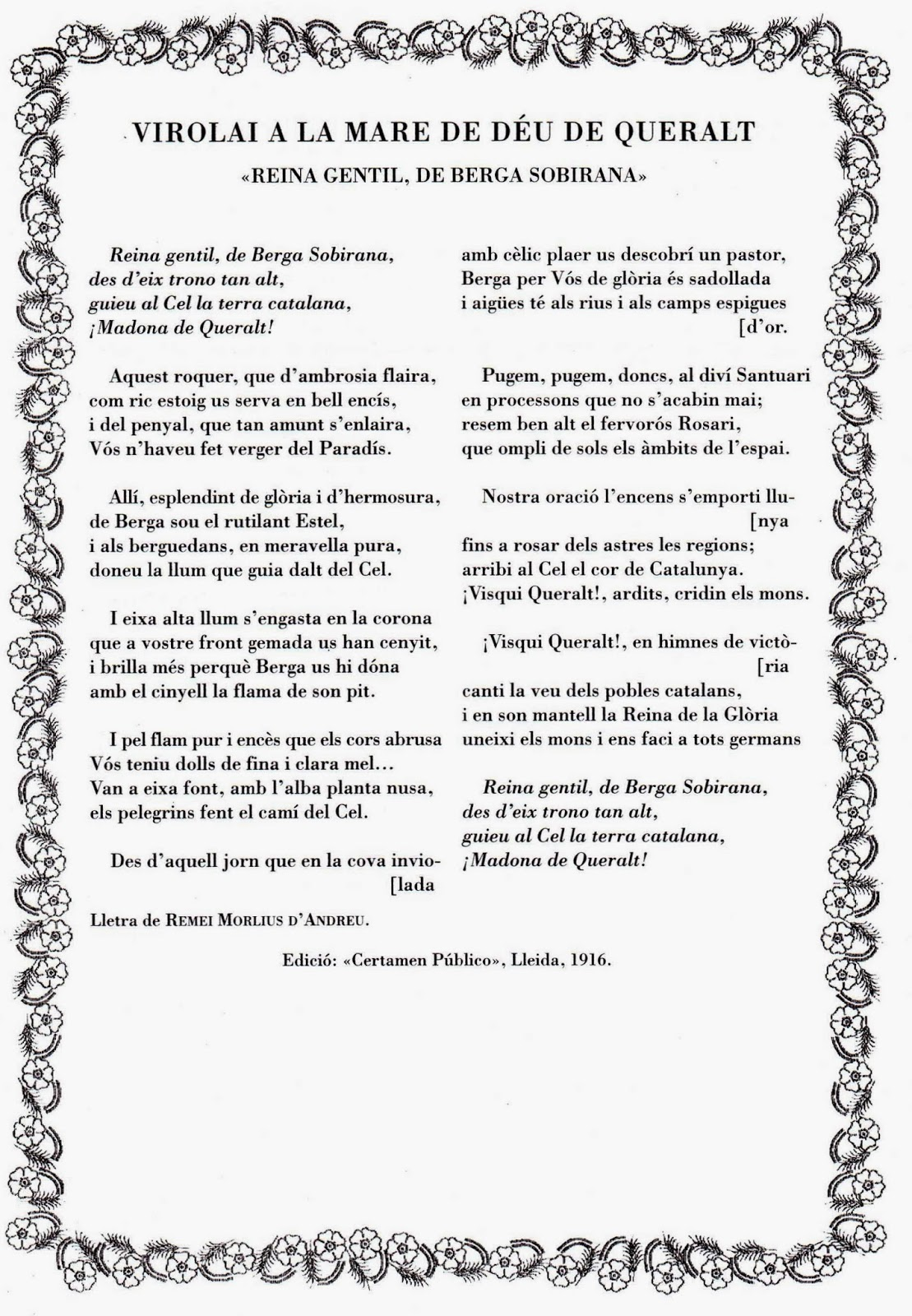
Virolai a la MD de Queralt 1916 de Remei Morlius Balanzó

Remei Morlius i Balanzó (Barcelona, 7 de febrer de 1854 - juny de 1936) fou una poeta, educadora i escriptora barcelonina.
Filla de Francesc Morlius i Figuerola, comerciant natural nat a Cervera i Carme Balanzó i Comas natural de Barcelona. Seguí la carrera de magisteri rebent el 1888 el títol de mestra d'instrucció primària i col·laborà en El Monitor de la Salud, La Nación, Diario Mercantil, etc., publicant, a més: Un libro, poesies (Barcelona, La Renaixença 1878), i Toxicologia psíquica: l'avarícia, la envidia, la ira, la lujuria, la soberbia, la pereza y la gula (Barcelona, F. Miret 1883). Incorporada com a poetessa al moviment de la Renaixença, va cultivar el gènere literari florit, concorrent a quasi tots els certàmens que se celebraven a Catalunya, assolint més d'un centenar de premis, per les seves composicions de caràcter oportunista i temes obligats, cosa que motivà, a vegades, que la inspiració i facilitat que l'autora mostrava posseir en un grau eminent, apareguessin ofegades pel convencionalisme o l'amanerament. Publicà versos en revistes com Il·lustració Catalana el 1911. Un exemple de poema seria a virolai per a la MD de Queralt presentat en el certamen de Lleida el 1916 i un altre per a la Coronació de la MD de Montserrat el 1931. El 5 d'octubre del 1915 va ser investida com a sòcia d'Honor de l'Acadèmia Bibliogràfica Mariana, En els darrers anys de la vida literària, són més de setanta les seves composicions premiades, entre elles tres Flors naturals, sis Englantines i sis Violes.
Casada el 1851 amb Estanislau Andreu i Serra metge municipal de Barcelona, va tenir un fill també per nom Estanislau